# Mimobolbus peringueyi
Mimobolbus peringueyi es una especie de coleóptero de la familia Geotrupidae.

## Distribución geográfica
Habita en Sudáfrica.